# Nacionalni park Chiribiquete
Nacionalni park Chiribiquete (španjolski: Parque Nacional Natural (PNN) Serranía de Chiribiquete) je najveći nacionalni park u Kolumbiji i treća najveća zaštićena kišna šuma na svijetu, površine 43.000 km². Nalazi se u kolumbijskim departmanima Caquetá i Guaviare. Park uključuje gorje Chiribiquete i okolne amazonske doline koje su pokrivene tropskim vlažnim širokolisnim šumama, savanama i rijekama. Jedna od odlikovnih značajki parka je prisutnost tepuisa (planinskih ravnih vrhova), običnih pješčenjaka koji dominiraju šumom i čine dramatični krajolik, što je ojačano njegovom udaljenošću i nedostupnošću.
Ovo područje je najpoznatije po 60 pretkolumbovskih skloništa u stijenama u podnožju tepuisa s preko 75.000 petroglifa i piktograma, od kojih su najstarije iz oko 20.000 pr. Kr., a najmlađe iz 16. st. Jedno od tumačenja je kako su ove slikarije povezane s obožavanjem jaguara, simbola moći i plodnosti, te prikazuju lovačke prizore, bitke, plesove i svečanosti. Autentične zajednice, koje više nisu prisutne na samom ovom mjestu, još uvijek ovo područje smatraju svetim (maloca, svetište predaka). Zbog toga je i upisano na UNESCO-ov popis mjesta svjetske baštine u Amerikama 2018. glodine.
Nacionani park Chiribiquete je osnovan 21. rujna 1989. kako bi se zaštitili njegovi spomenici, ali i nevjerojatna bioraznolikost.
| - Piktogrami - Njvjerojatnije vrsta konja - Piktogram osobe - Najvjerojatnije sisavac |

## Prirodne odlike
Nacionalni park Chiribiquete smješten je na zapadnom dijelu Gvajanskog štita i nadmorska visina mu je od 200 do 1000 m. Na sjeveroistoku uokviren je rijekom Tunia, a na istoku rijekama Apaporís, Gunaré i Amú, na jugu rijekama Mesay i Yari, te na zapadu rijekama Hiutoto, Tajisa, Ajaju i Ayaya. Većina ovih rijeka su pritoke rijeke Japura, pritoke Amazone.
Ovdje se može naći 1.801 vrsta biljaka (30% ekosustava kolumbijske amazone). Neka drveća mogu narasti do 40 m visine, a najprisutnije drveće je Pourouma cecropiifolia, Inga acrocephala, Virola sebifera, Hevea guianensis i Pseudolmedia. Donje raslinje se sastoji od mnogih parazitskih i epifitskih biljaka, dok pjeskovito tlo na planinama prekriva gusto grmlje promjera od 12 do 15 m. Na stijenama i slapovima mogu se pronaći rijetke i endemske biljke kao što su: Senefelderopsis, Hevea nitida, Graffenrieda fantastica i Vellozia tubiflora.
Do danas, istraživači su u parku otkrili preko 209 vrsta leptira (10% vrsta u Kolumbiji), 238 vrsta riba, 57 vrsta vodozemaca i 60 vrsta reptila (30% ukupne kolumbijske bioraznolikosti). Od njih su mnoge ugrožene i endemske vrste ovog područja. Od preko 410 vrsta ptica najpoznatije su: Gvajanska rupikola (Rupicola rupicola), crveno-modra ara, crveno-zeleni vodomar (Chloroceryle inda), amazonski vodomar (Chloroceryle amazona), prstenasti vodomar (Megaceryle torquata), Uljašica i endemski Chiribiquete smaragdni kolibrić (Chlorostilbon olivaresi).
Od 82 vrste sisavaca, 52 su vrste šišmiša, kao što su: Carollia, buldog šišmiš (Noctilio), Peropteryx, noćnici (Myotis) i Marinkellov sabljonosni šišmiš (Lonchorhina marinkellei). 
Od mesojeda tu se mogu pronaći: divovska vidra, neotropska vidra, ocelot, puma i jaguar, a od majmuna: bjeločelni kapucin (Cebus albifrons), kaveni kapucin (Cebus apella), obični vjeveričasti majmun (Saimiri sciureus), Spixov noćni majmun (Aotus vociferans), smeđi vunasti majmun i gvajanski crveni urlikavac.
Tu obitavaju i armadili roda Dasypus, divovski mravojed, crni aguti (Dasyprocta fuliginosa), nizinska paka (Cuniculus paca), boto dupin, bjelousni pekar (Tayassu pecari) i brazilski tapir (Tapirus terrestris).

## Vanjske poveznice
- Chiribiquete National Park on colparques.net (engl.)

|  | Zajednički poslužitelj ima još gradiva o temi Nacionalni park Chiribiquete |